# Surco hipotalámico de Monroe
El surco hipotalámico de Monroe es un surco en la pared lateral del tercer ventrículos y forma parte de la parte inferior de la cara medial del tálamo. Se extiende desde el foramen interventricular hasta el acueducto del mesencefalo.
Este surco es el límite entre el tálamo y la región hipotalámica, por detrás el tercio posterior de esta cara esta unida al coliculo superior.